# 4716 Urey
4716 Urey è un asteroide della fascia principale. Scoperto nel 1989, presenta un'orbita caratterizzata da un semiasse maggiore pari a 3,1808856 au e da un'eccentricità di 0,1336514, inclinata di 10,13709° rispetto all'eclittica.
L'asteroide è dedicato al chimico statunitense Harold Urey.